# Isotima aurangabadensis
Isotima aurangabadensis là một loài tò vò trong họ Ichneumonidae.